# Miłość i taniec
Miłość i taniec (ang. Love N' Dancing) – amerykański film muzyczny z 2009 roku w reżyserii Roberta Iscove'a. Wyprodukowany przez Screen Media Films.
Premiera filmu miała miejsce 2 kwietnia 2009 roku podczas Festiwalu Filmowego w Phoenix.

## Opis fabuły
Nauczycielka Jessica (Amy Smart) zapisuje się na kurs tańca. Jej instruktorem jest Jake Mitchell (Tom Malloy). Nakłania on utalentowaną kursantkę do udziału w konkursie i rozpoczyna z nią intensywne treningi. Wspólnie spędzony czas odmienia ich życie. Jessica i Jake powoli zakochują się w sobie.

## Obsada
- Amy Smart jako Jessica Donovan
- Tom Malloy jako Jake Mitchell
- Billy Zane jako Kent Krandel
- Caroline Rhea jako Bonnie
- Nicola Royston jako Corrine Kennedy
- Leila Arcieri jako Danielle
- Rachel Dratch jako Kalle
- Betty White jako Irene